# St. Leonhard (Pförring)

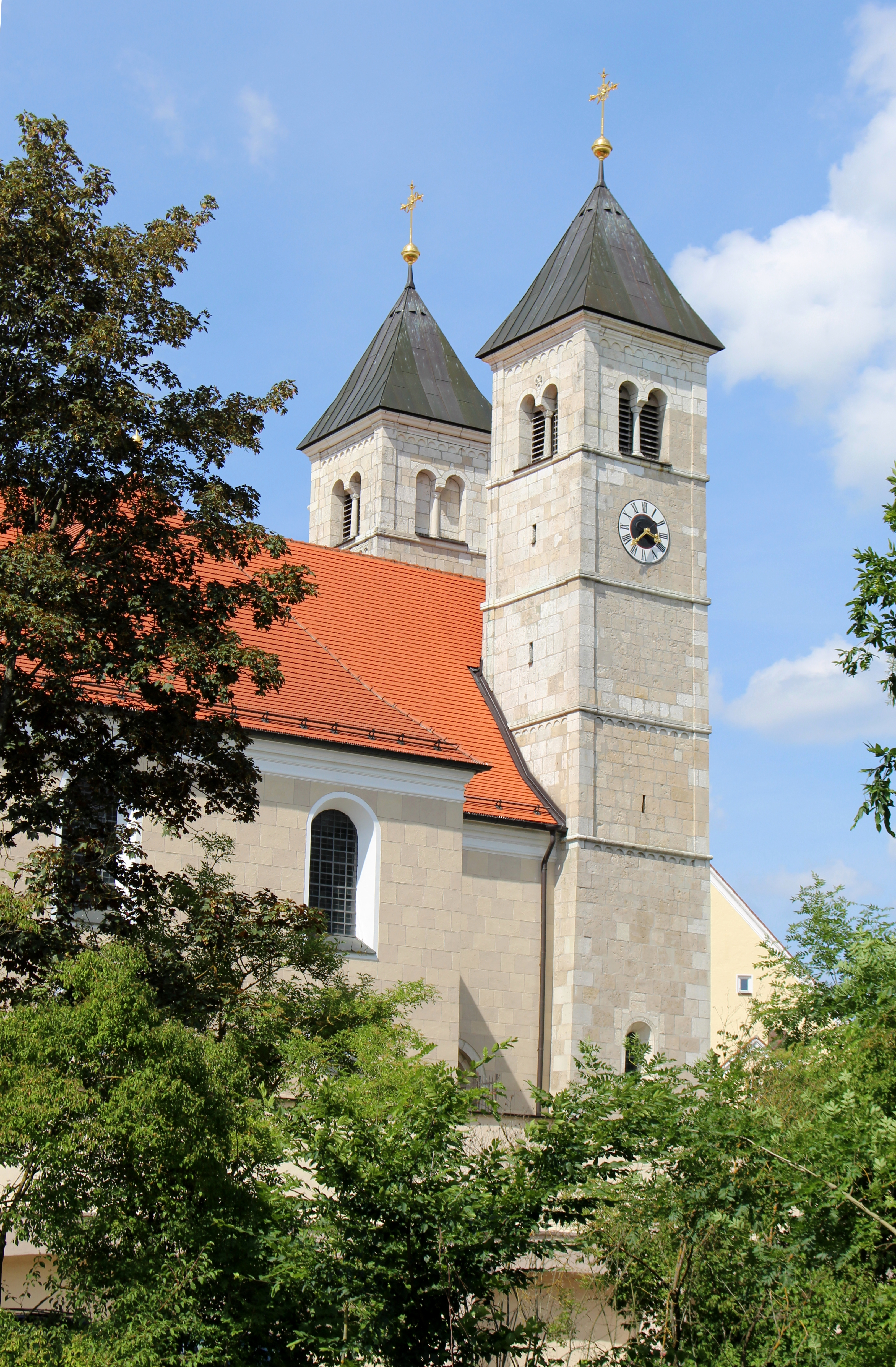
Pfarrkirche St. Leonhard

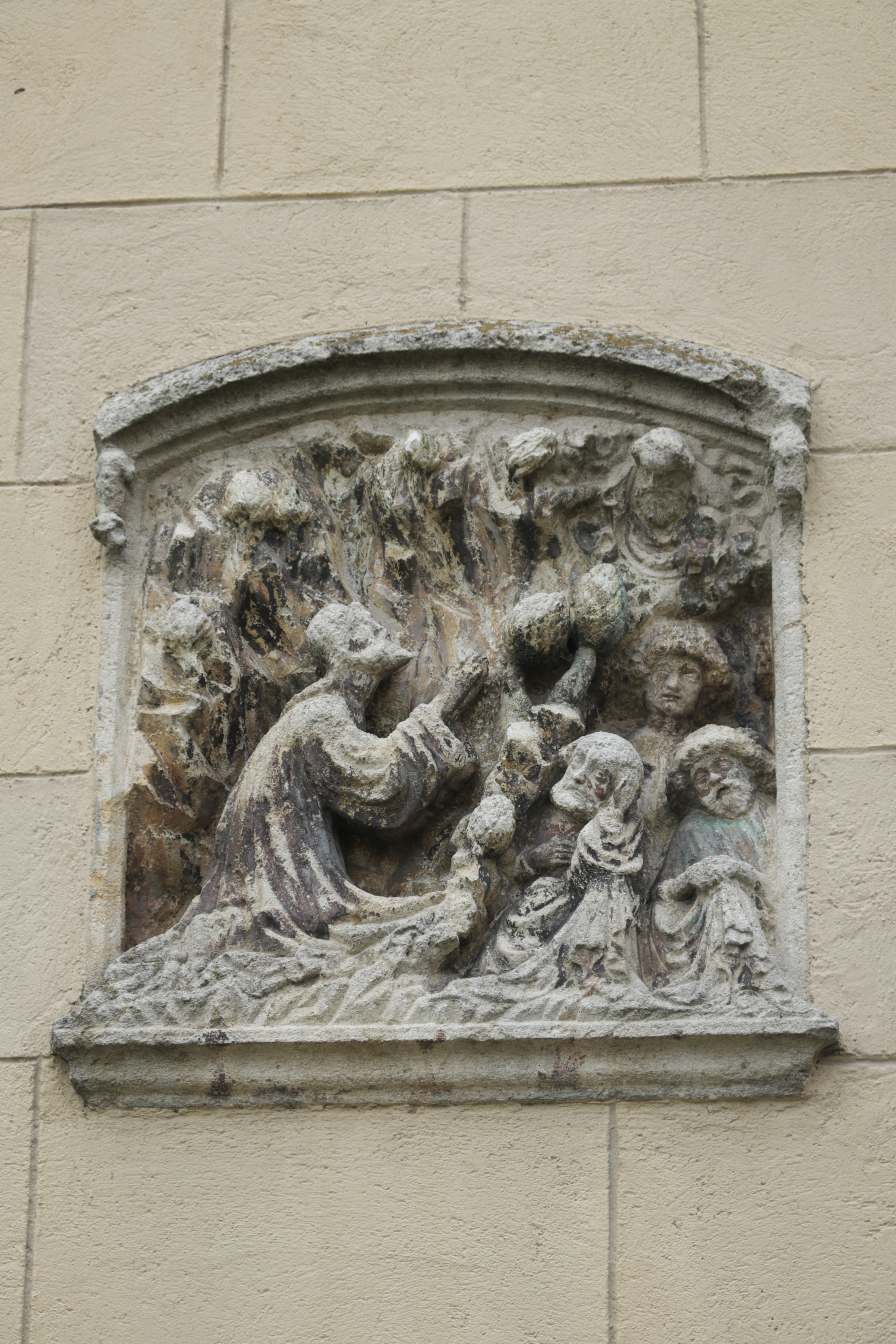
Ölbergrelief an der Nordseite des Langhauses

Die römisch-katholische Pfarrkirche St. Leonhard in Pförring, einer Marktgemeinde im oberbayerischen Landkreis Eichstätt, ist im Kern ein romanischer Kirchenbau aus dem späten 12. Jahrhundert. Die Kirche, die dem heiligen Leonhard von Limoges geweiht ist, gehört zu den geschützten Baudenkmälern in Bayern.

## Geschichte
Die Pförringer Kirche, ursprünglich dem heiligen Georg geweiht, wird in einer Urkunde aus dem Jahr 1031 erstmals schriftlich erwähnt. Bereits im Jahr 1007, noch im Jahr seiner Gründung, hatte Kaiser Heinrich II. dem Bistum Bamberg die Grundherrschaft „Pferingun“ (Pförring) übertragen. Um 1180 errichtete das Bamberger Domkapitel eine dem heiligen Leonhard geweihte dreischiffige Basilika mit einem Querhaus im Westen, drei Apsiden und zwei Osttürmen. Diese wurde bei einem großen Brand 1554 weitgehend zerstört.
Vom romanischen Kirchenbau erhalten blieben das Chorhaupt mit seinen drei Apsiden, die unteren Geschosse der beiden Türme und Teile der drei Portale, die in den Neubau wieder eingesetzt wurden. Beim Wiederaufbau nach dem Brand wurden ein einschiffiges Langhaus errichtet und die oberen Stockwerke der Türme aufgesetzt. Die ehemalige Verbindungsbrücke im obersten Geschoss zwischen den beiden Türmen ist nicht erhalten.
Im Jahr 1711 wurde wegen Einsturzgefahr das Gewölbe abgetragen und durch eine Flachdecke ersetzt. Gleichzeitig verlängerte man das Langhaus um neun Meter nach Westen und gestaltete es im Stil des Barock um. In den Jahren 1896/97 mussten die Turmobergeschosse wegen Baufälligkeit abgetragen und erneuert werden. Im Jahr 1903 erfolgte eine weitere Verlängerung des Langhauses um neun Meter.

## Architektur

### Türme und Apsiden
Die beiden sechsstöckigen, mit Pyramidendächern gedeckten Türme werden durch Gesimse und Bogenfriese gegliedert und weisen im Glockengeschoss gekuppelte Klangarkaden auf.
An der Ostseite der Türme schließen sich die beiden Apsiden an, die in der Mitte von schmalen Rundbogenfenstern durchbrochen werden, die noch original erhalten sind. Unter dem Dachansatz der Apsiden verläuft ein Bogenfries, der auf Kragsteinen aufliegt, die mit kleinen Tier- und Menschenköpfen skulptiert sind. An den Ostwänden der Türme, über dem Scheitelpunkt der Apsiden, sind auf beiden Seiten bärtige Männerköpfe mit kunstvoller Haartracht angebracht.

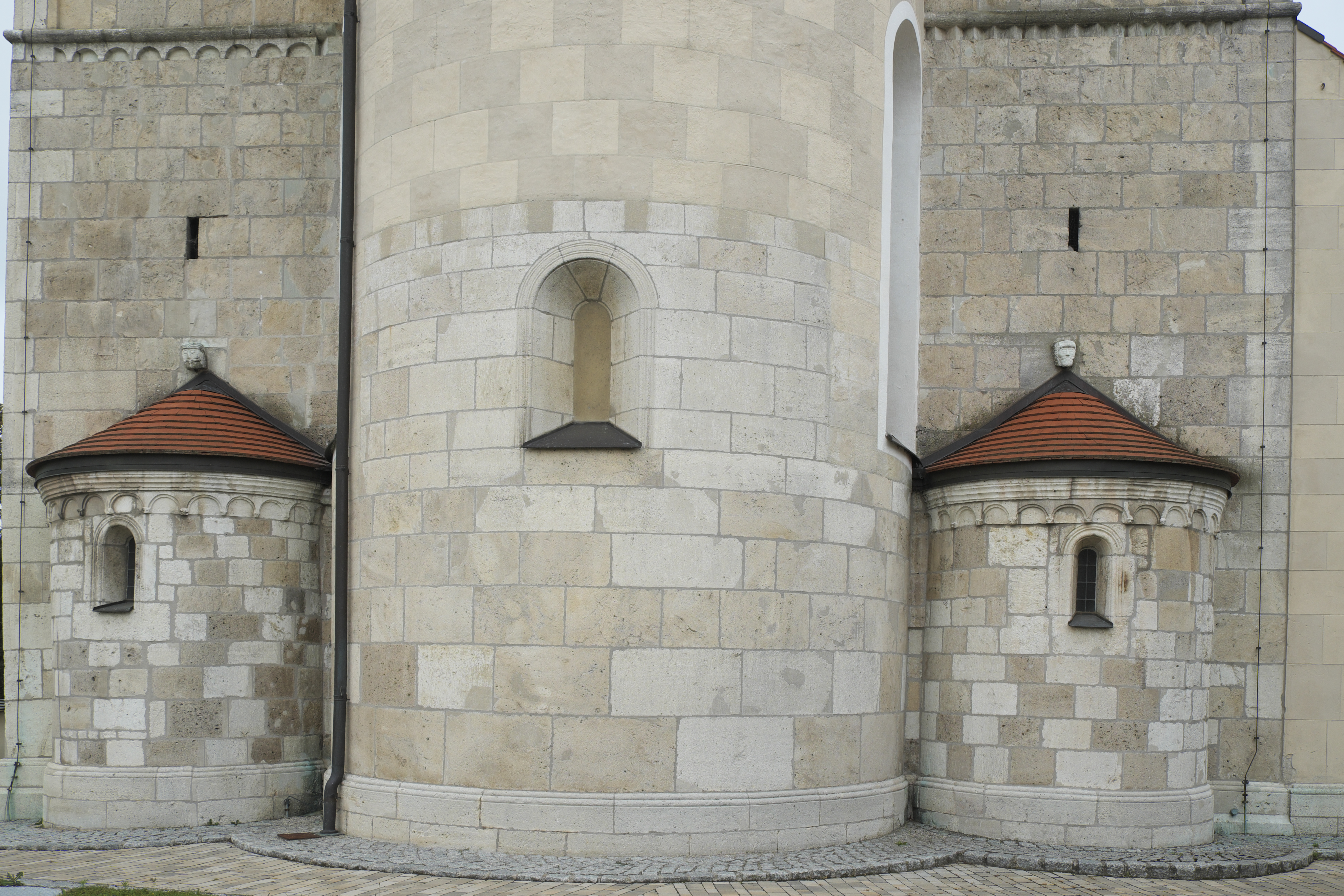
Dreiapsidenanlage
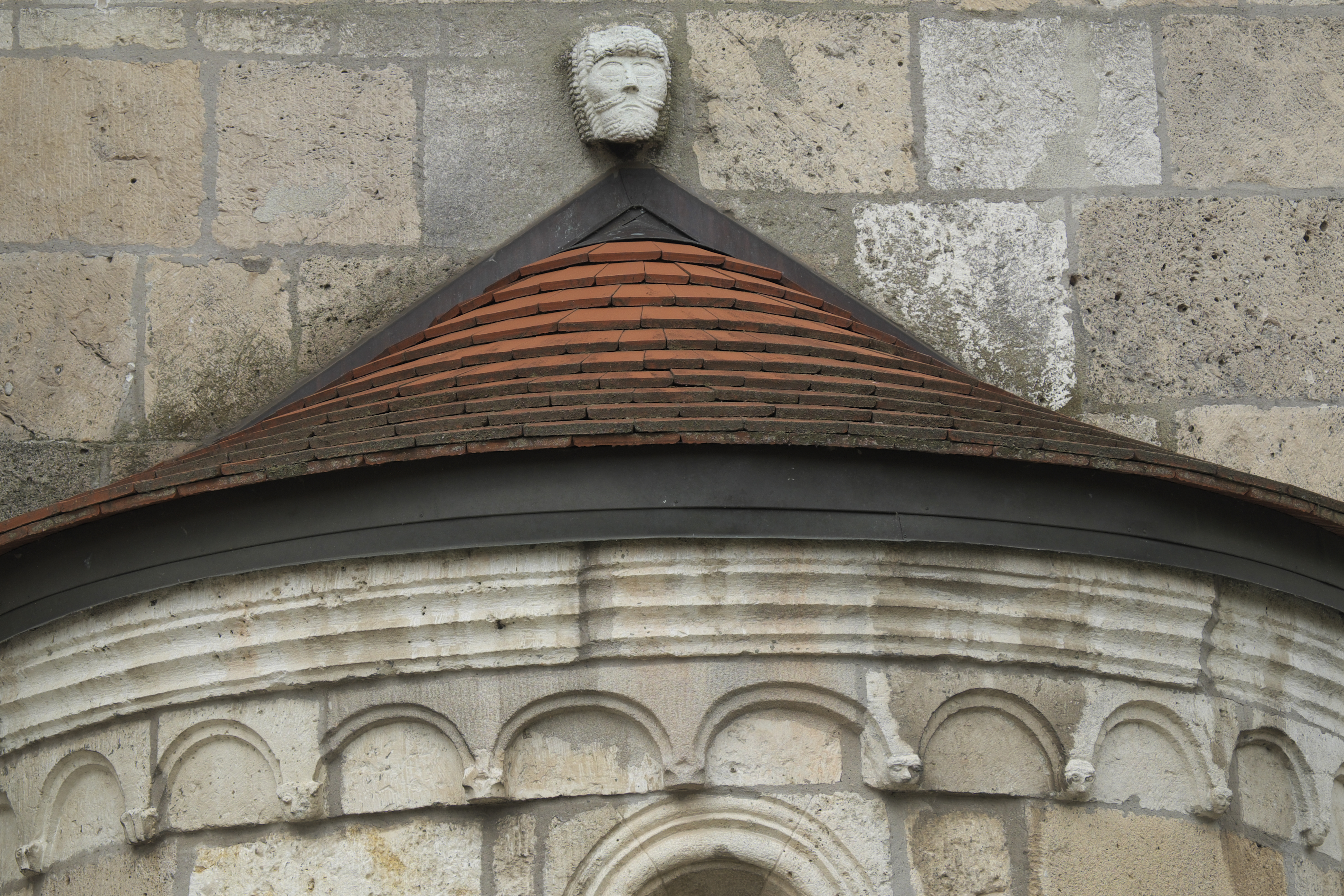
Nördliche Apsis
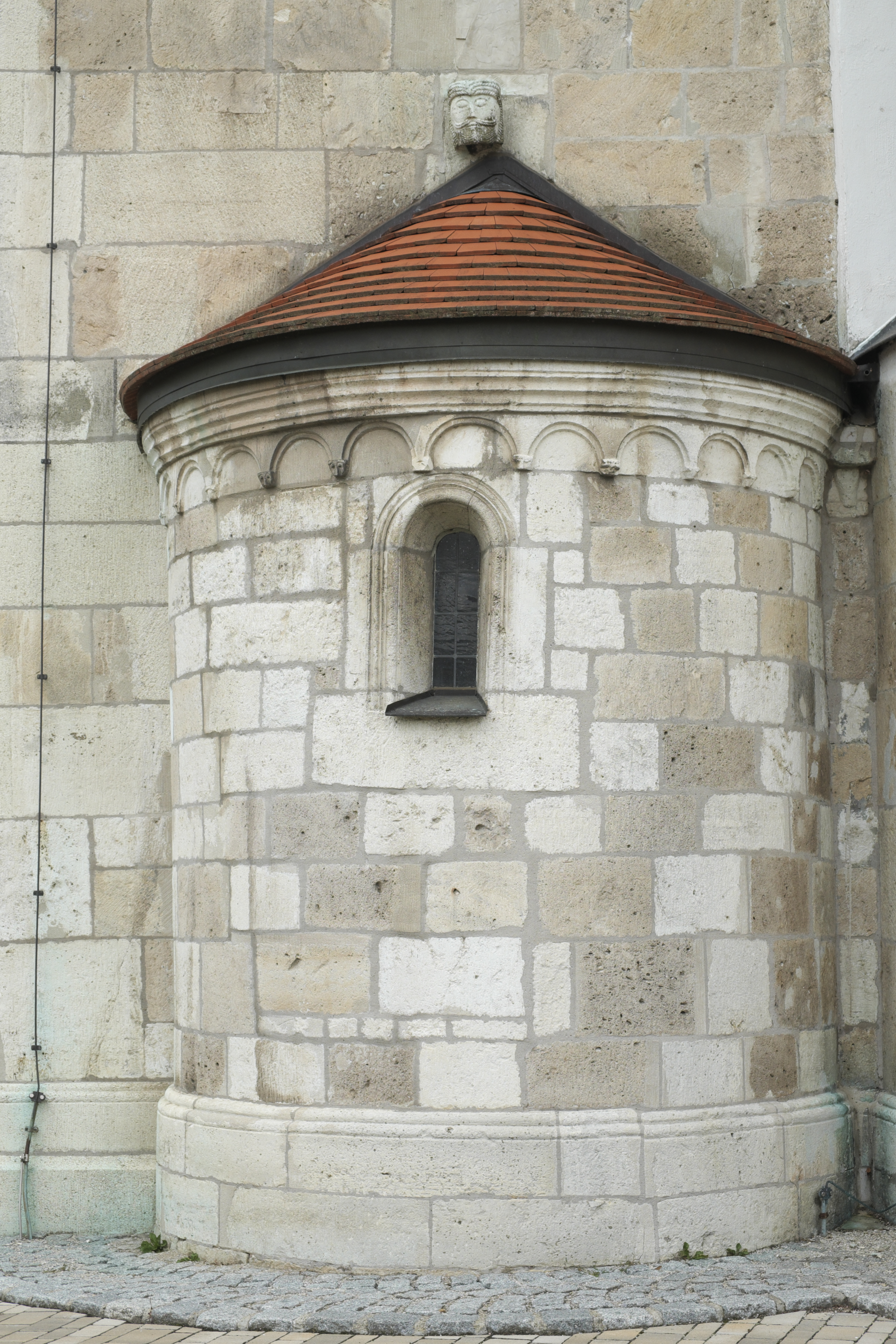
Südliche Apsis

### Portale
Das dreifach gestufte westliche Portal an der Nordseite des Langhauses besitzt noch sein romanisches Tympanon, auf dem das Lamm Gottes mit Kreuzstab, umgeben von Weinranken und von einem Zahnfries gerahmt, dargestellt ist. Das Tympanon weist noch Reste der alten Bemalung auf.
Am östlichen Portal an der Nordseite des Langhauses sind nur noch die linke Säule und die beiden Kapitelle aus romanischer Zeit erhalten.
Auch das Südportal weist noch ein romanisches Tympanon auf. Es wird von einem Zackenfries gerahmt, in der Mitte ist ein griechisches Kreuz, umgeben von zwei sechsblättrigen Rosetten, dargestellt.

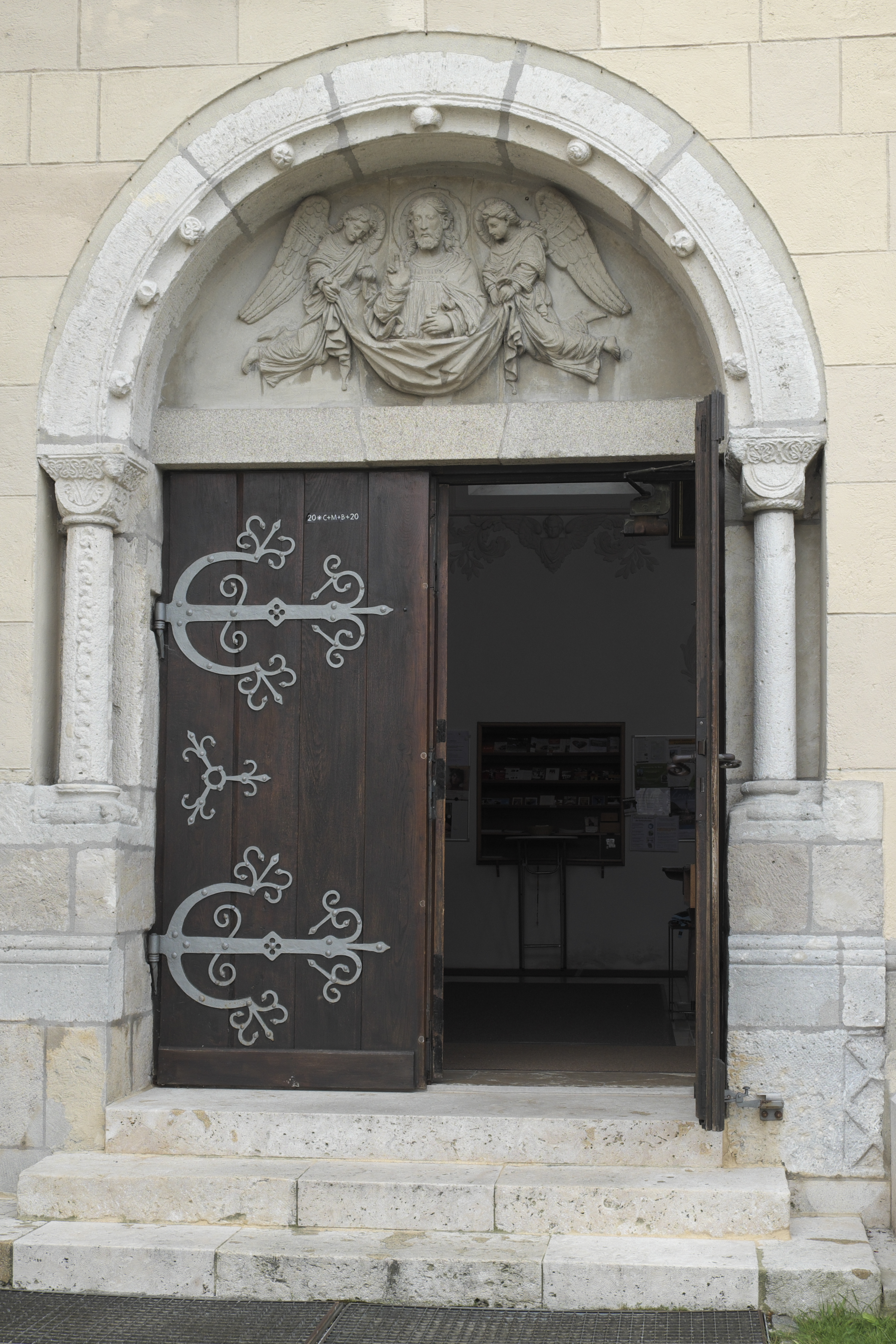
Östliches Nordportal mit romanischen Fragmenten
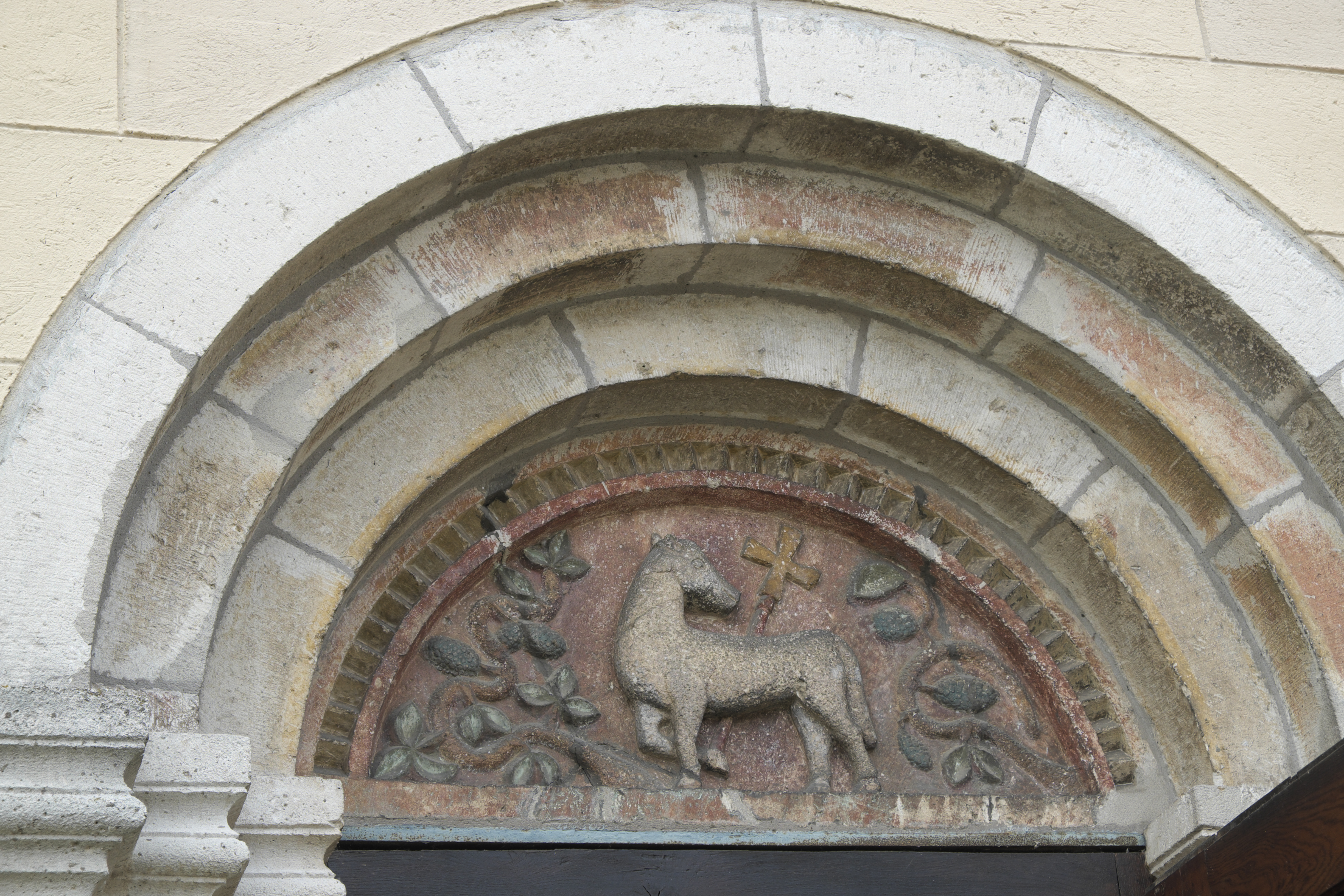
Westliches Nordportal
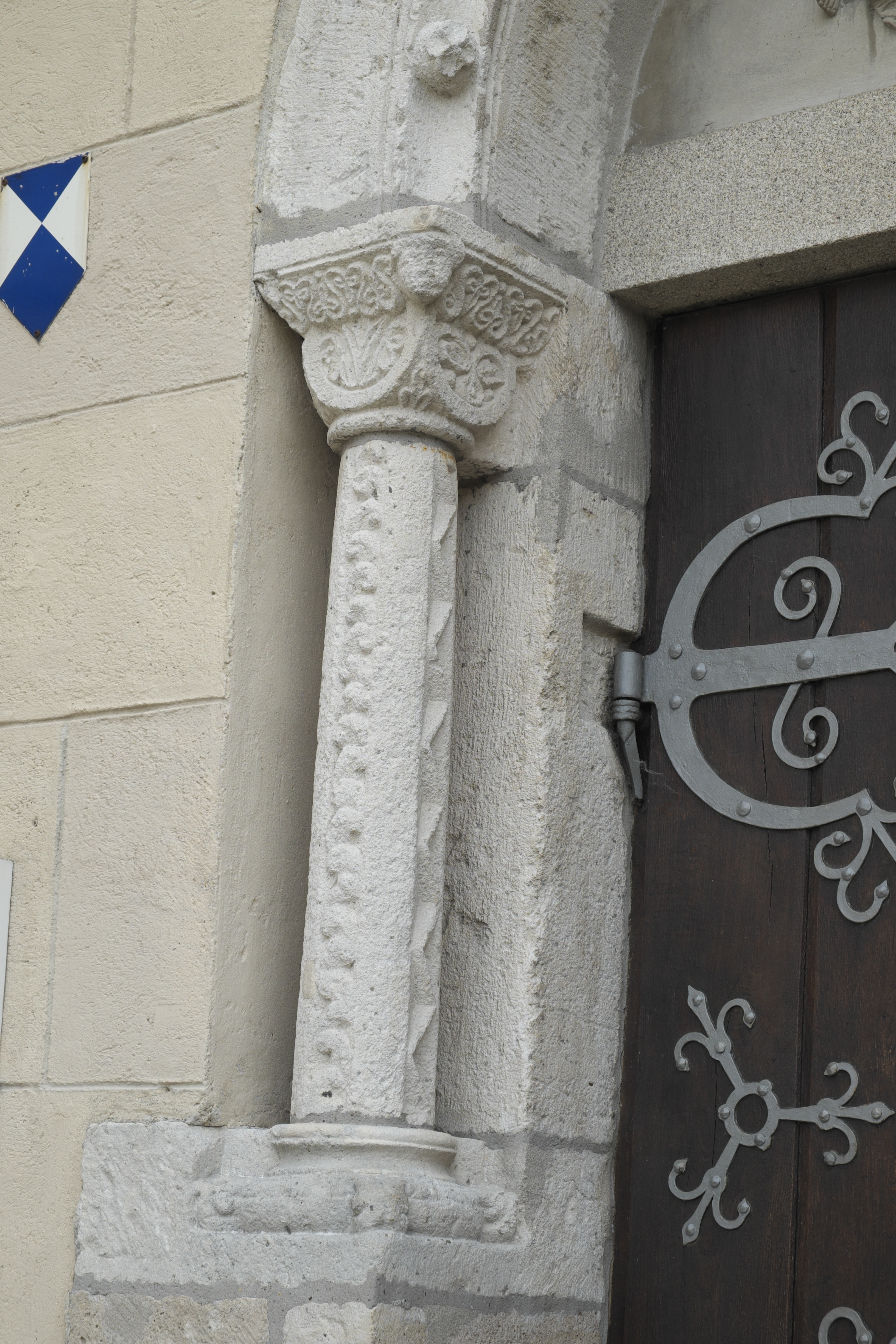
Romanische Säule und Kapitell am östlichen Nordportal
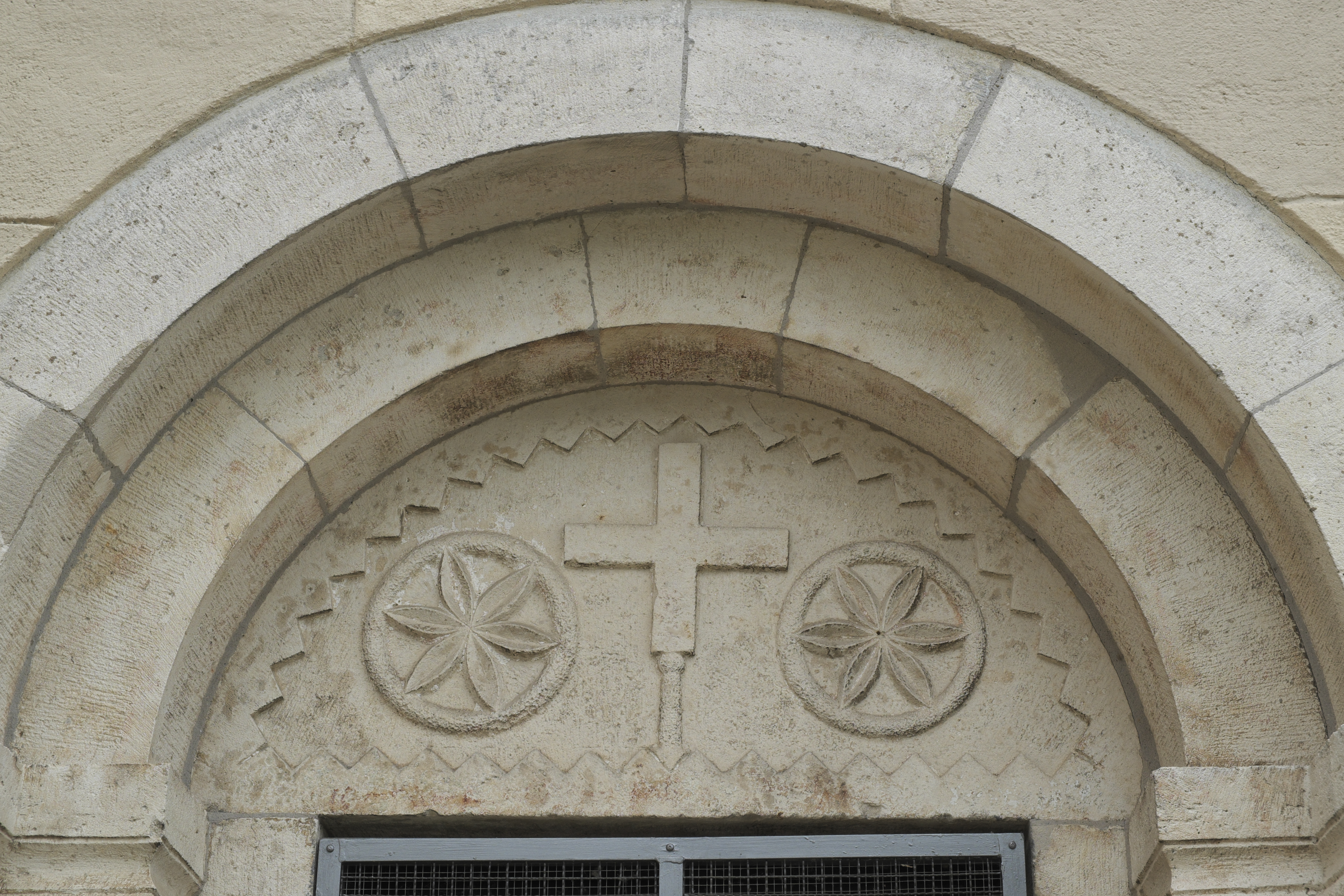
Südportal

### Innenraum
Der Innenraum weist nach den beiden Verlängerungen im 18. und zu Beginn des 20. Jahrhunderts beträchtliche Ausmaße auf. Das Langhaus hat eine Länge von 34 Metern und eine Breite von neun Metern, das Querschiff ist 19 Meter breit, der Chor ist 6,20 Meter lang und 4,10 Meter breit.
Die im Zuge der Barockisierung der Kirche eingezogene Flachdecke ist mit einem Stuckdekor verziert, der vor allem die Deckenbilder rahmt, die 1905 von Waldemar Kolmsperger erneuert wurden.
Im Erdgeschoss der Türme sind kleine Kapellen eingerichtet, die sich nur zum Altarraum öffnen. Die Kreuzgratgewölbe der Kapellen stammen noch aus der Romanik, das Chorgewölbe stammt aus späterer Zeit.
Am Übergang zum Chor wird das Langhaus auf beiden Seiten durch Emporenräume erweitert, an der nördlichen Empore ist die Kanzel angebracht.

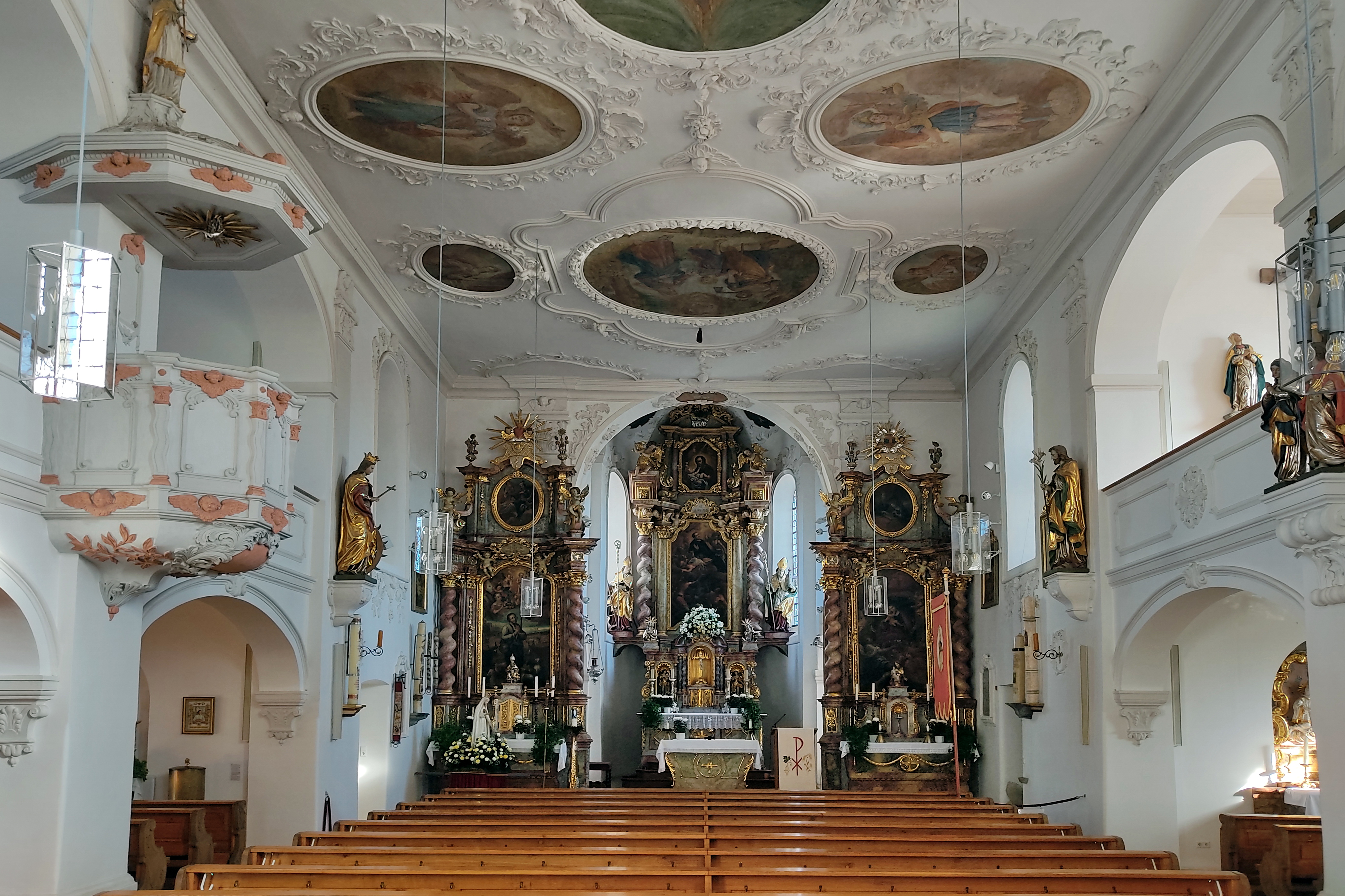
Innenraum
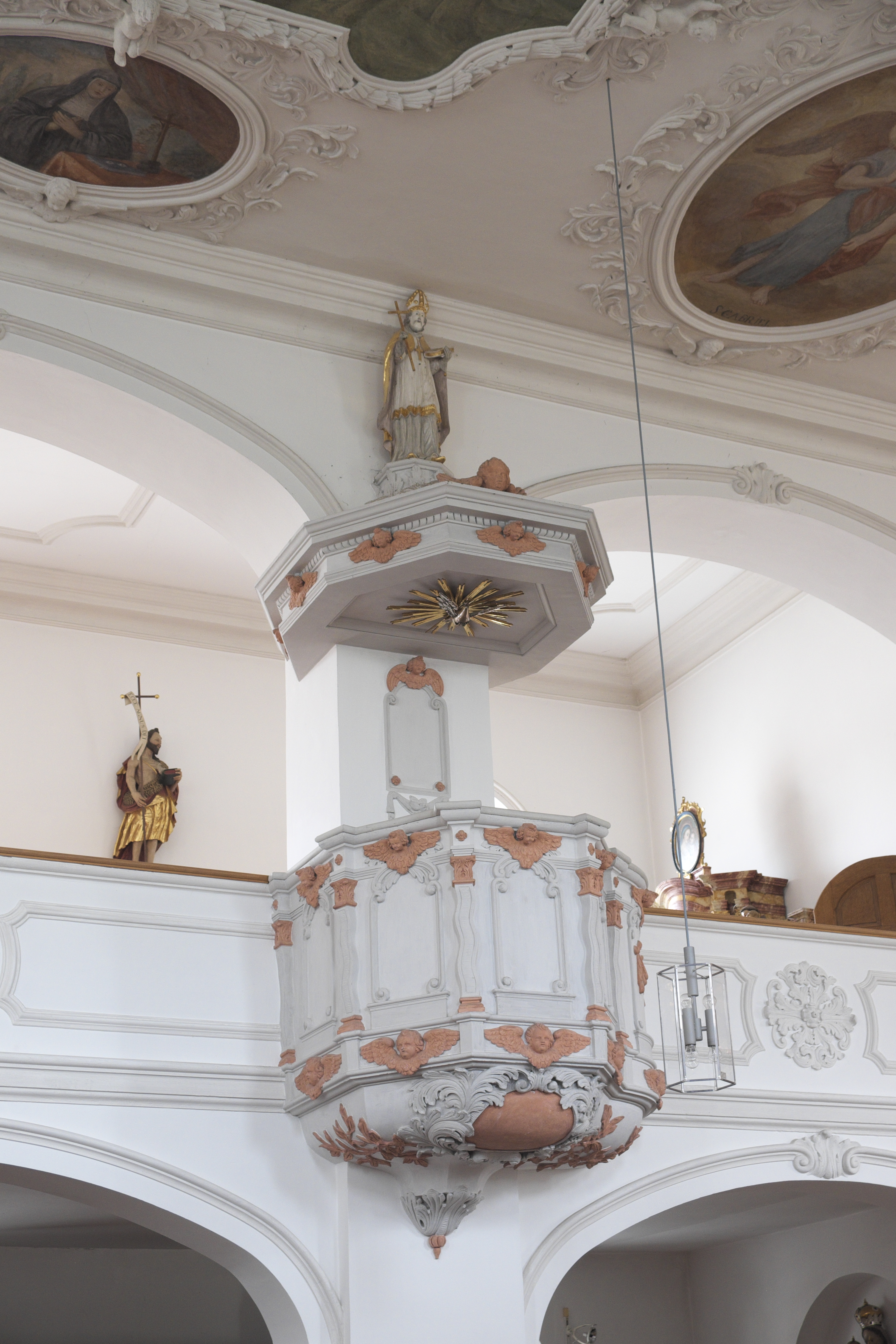
Nördliche Seitenempore und Kanzel

## Ausstattung

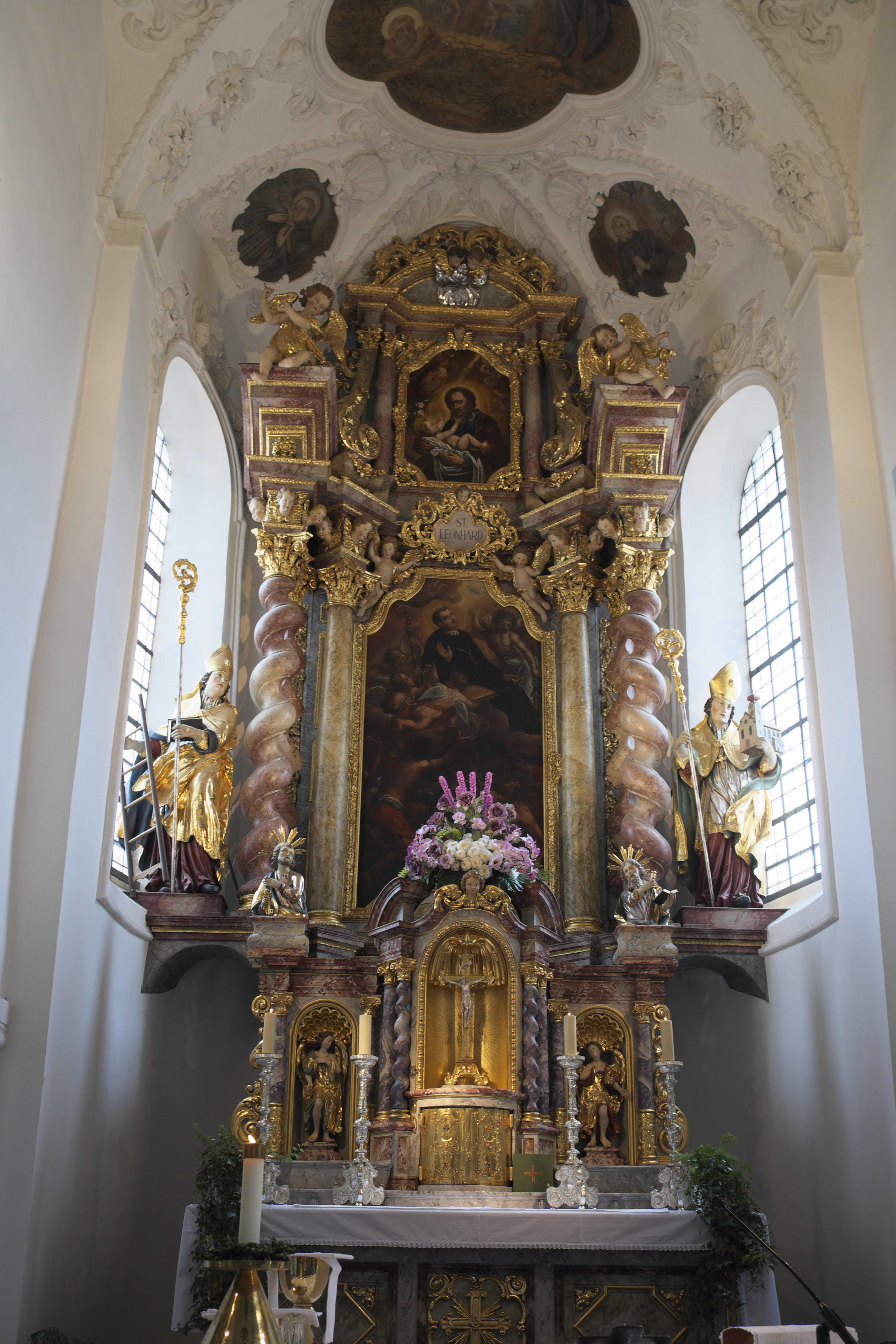
Hochaltar

- Der Hochaltar wurde 1724 im Stil des frühen Rokoko geschaffen. Das Altarbild stellt den Patron der Kirche, den heiligen Leonhard, dar.
- Der linke Seitenaltar ist dem heiligen Wendelin, der rechte Altar Maria geweiht. Auf dem Tabernakel des linken Altars steht eine Schnitzgruppe des Gnadenstuhls, der Tabernakel des rechten Altars wird von einer Halbfigur des heiligen Josef bekrönt, der das Jesuskind im Arm hält.
- An den Langhauswänden sind auf Konsolen stehende, farbig gefasste und teils vergoldete Heiligenfiguren zu sehen wie eine Kreuzigungsgruppe, die heilige Elisabeth von Thüringen, die heilige Katharina und ein Bischof.
- Die Schnitzfigur der Madonna mit Kind wird in die Mitte des  16. Jahrhunderts datiert.
- Neben dem westlichen Portal an der Nordseite des Langhauses ist ein Relief mit der Ölbergszene aus der Mitte des 15. Jahrhunderts in die Mauer eingelassen.

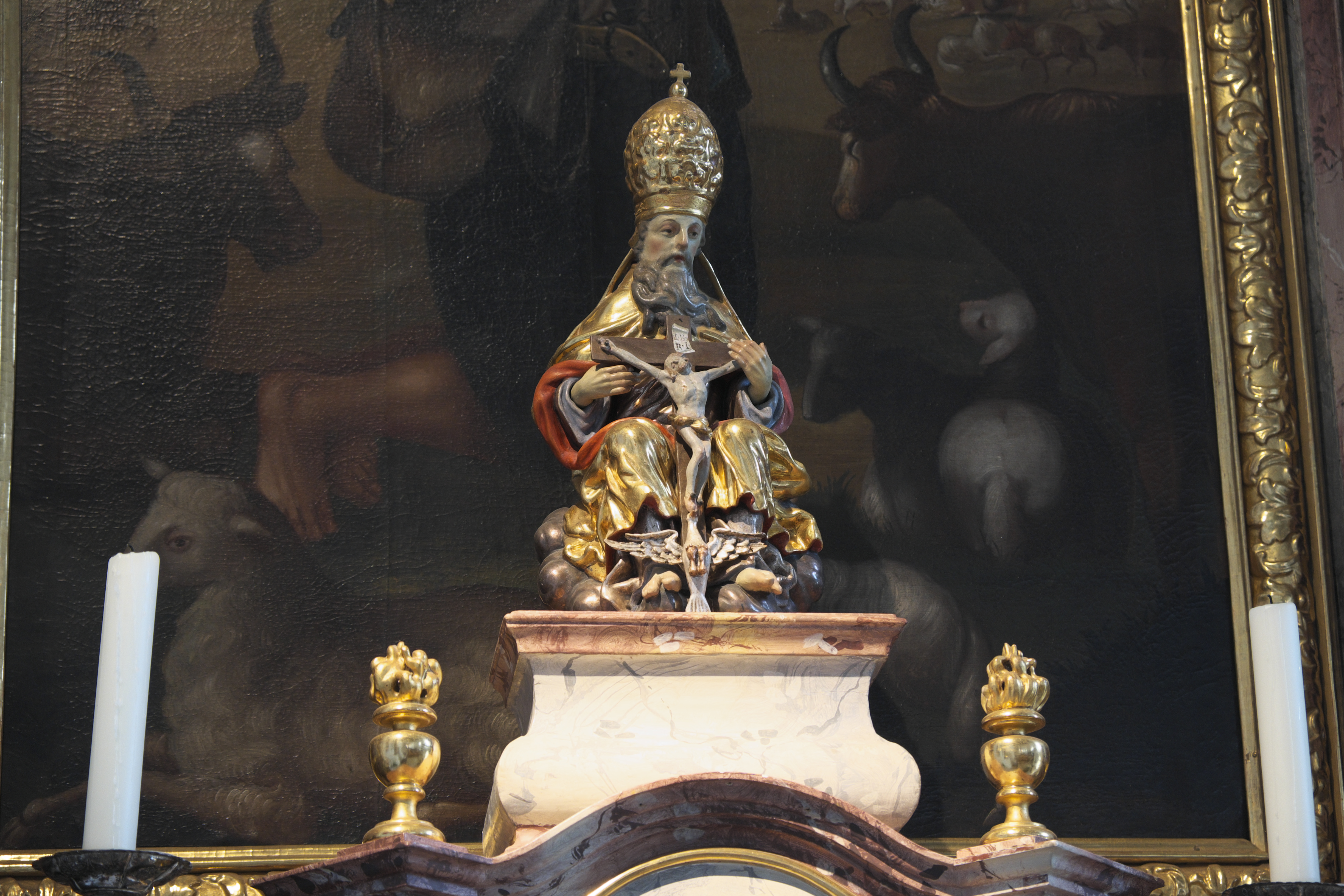
Gnadenstuhl am linken Seitenaltar
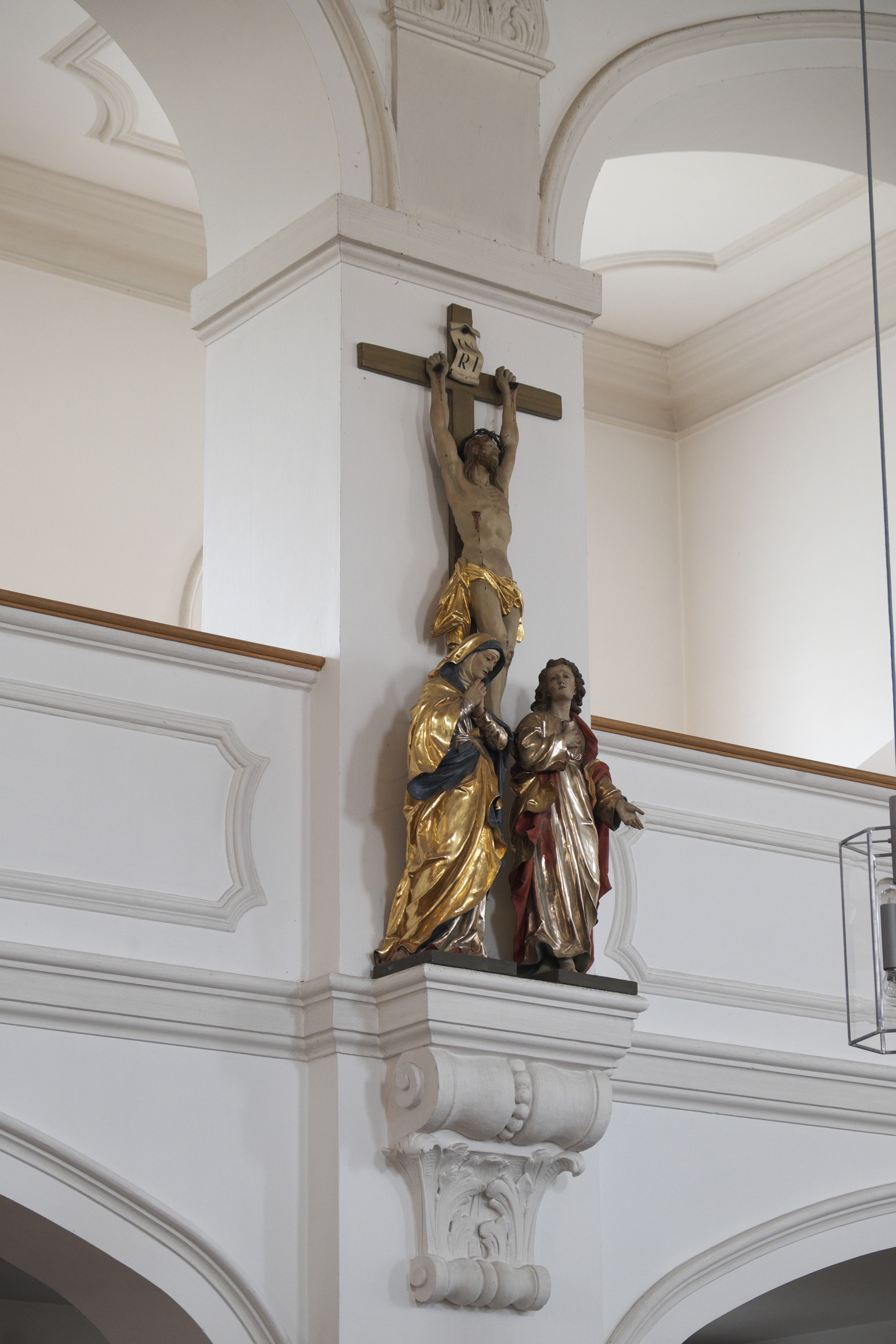
Kreuzigungsgruppe an der südlichen Seitenempore
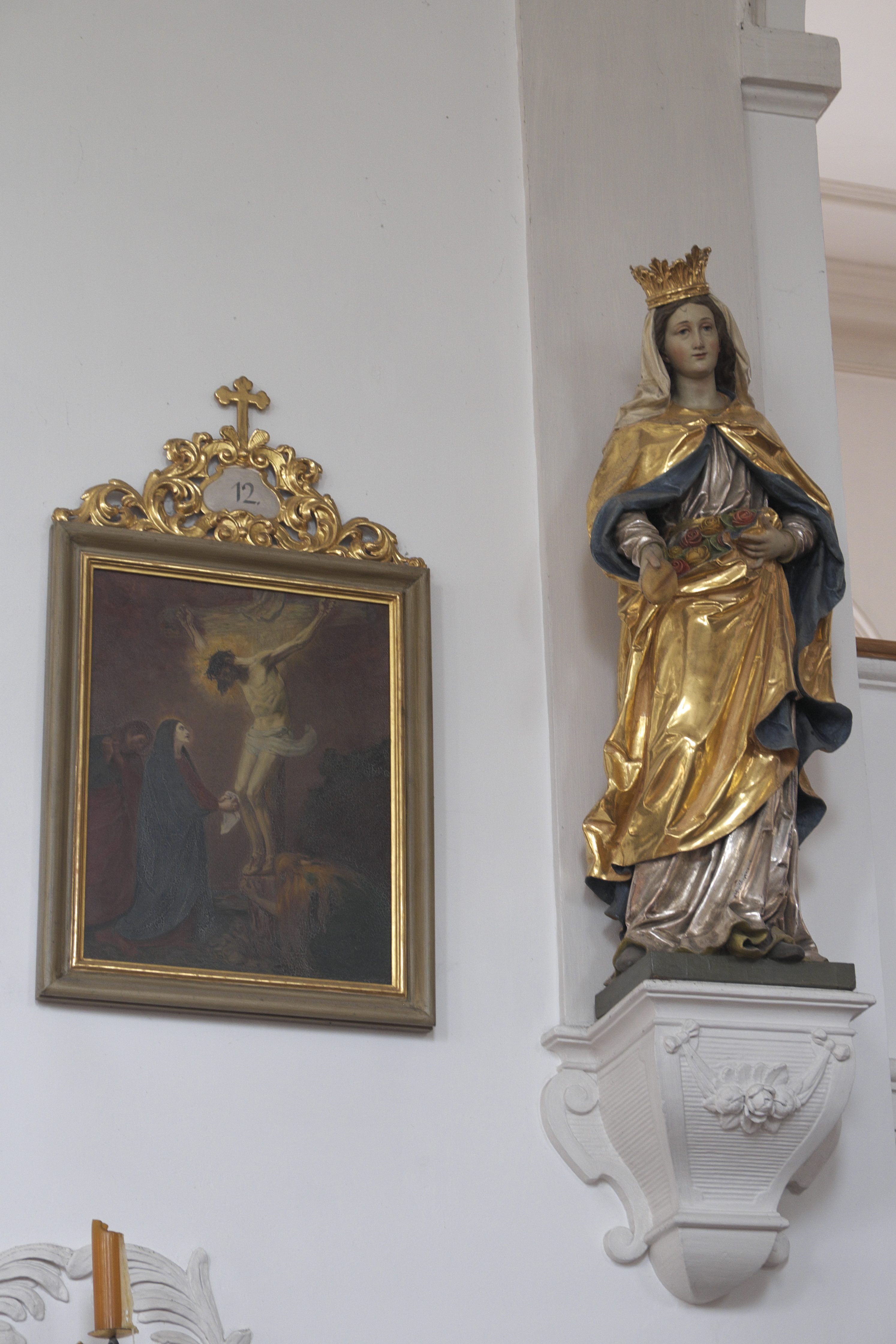
Elisabeth von Thüringen
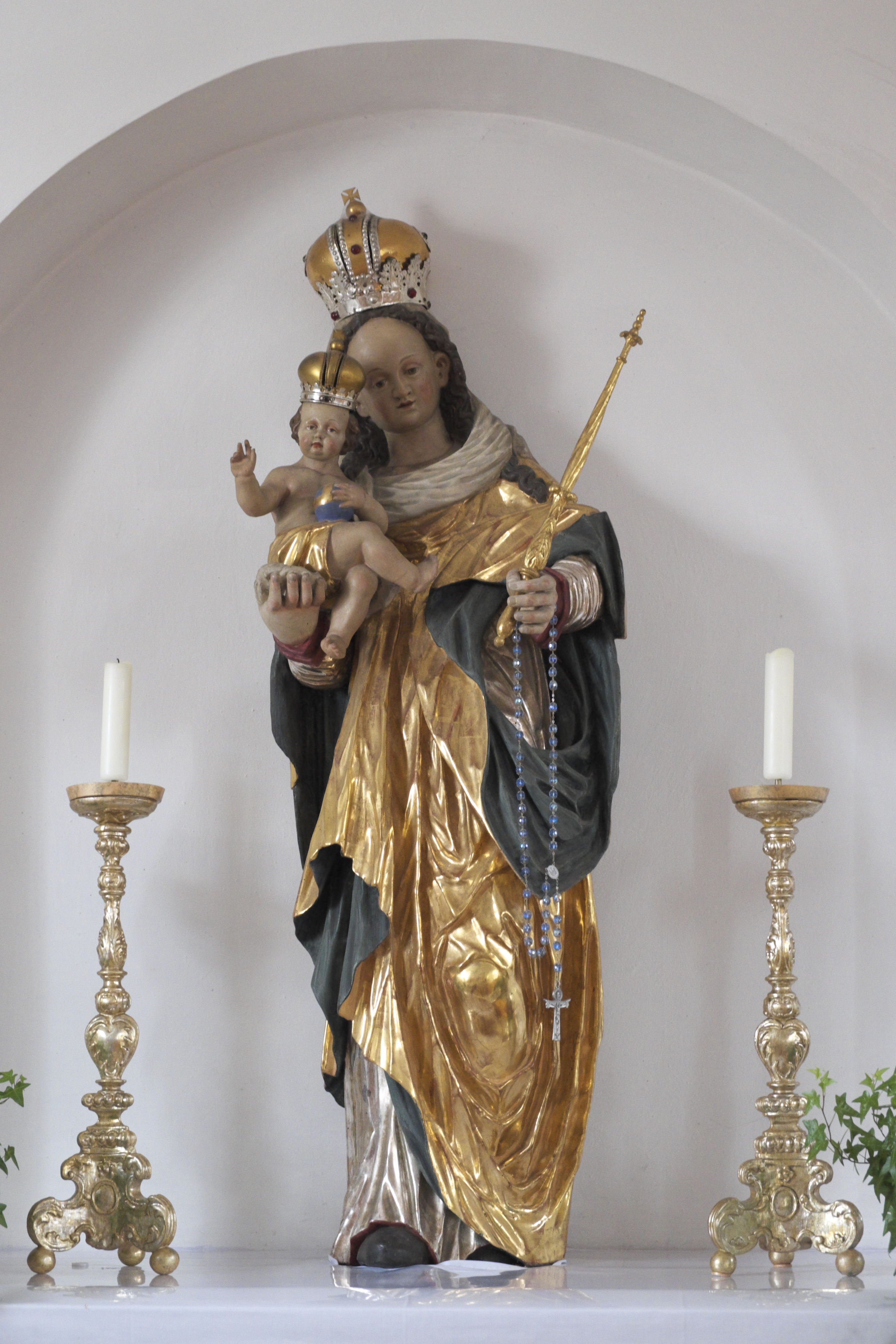
Madonna mit Kind

## Orgel

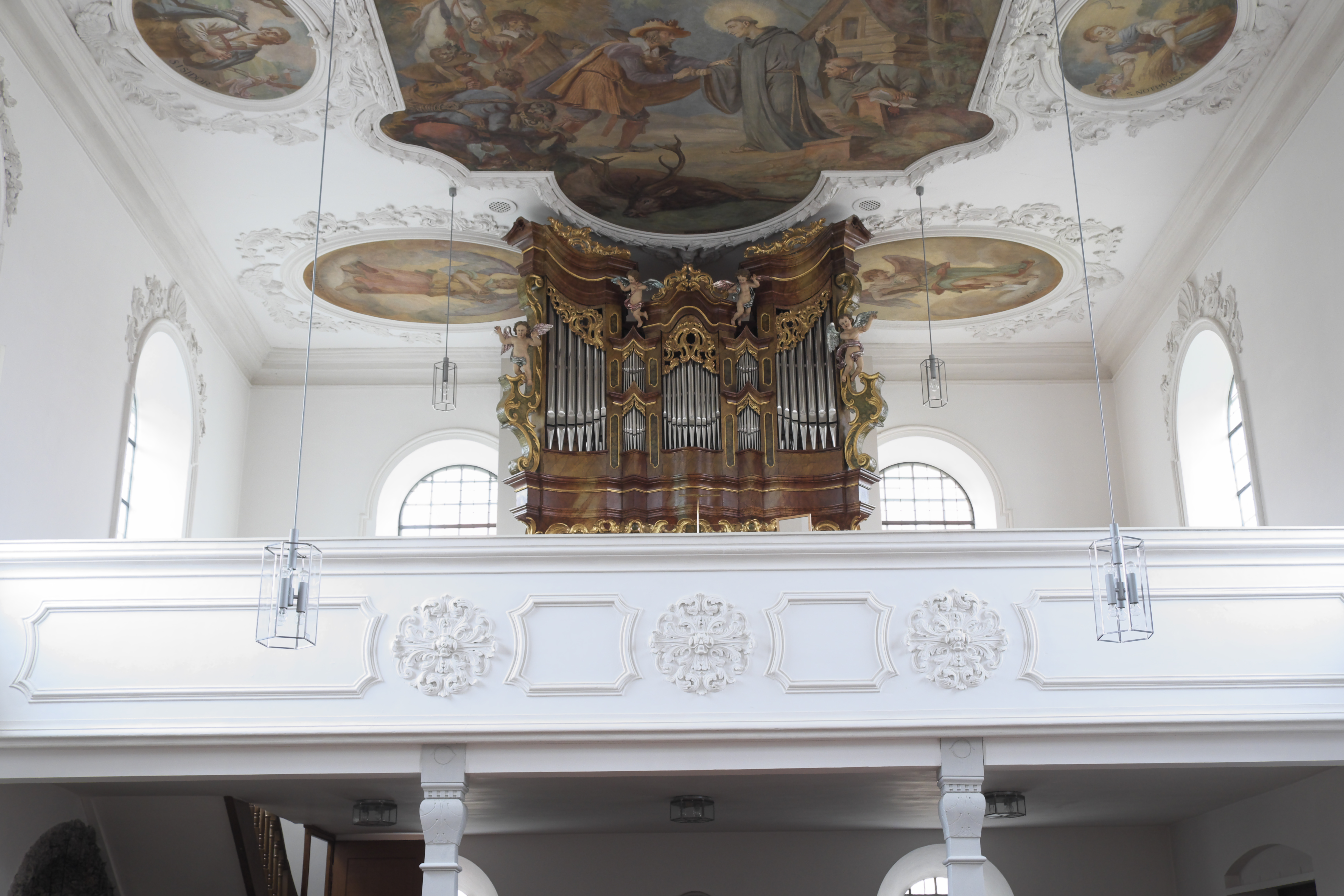
Westempore und Orgel

In der Kirche wurde von der Orgelbaufirma Sandtner in Dillingen an der Donau eine neue Orgel eingebaut, die im Jahr 2011 geweiht wurde.